# Quercus hinckleyi
Quercus hinckleyi är en bokväxtart som beskrevs av Cornelius Herman Müller. Quercus hinckleyi ingår i släktet ekar, och familjen bokväxter. IUCN kategoriserar arten globalt som akut hotad. Inga underarter finns listade.